# Wahlverwandtschaften (Tanztheater)
Wahlverwandtschaften ist ein deutsches Tanzdrama des Tanztheaters der Komischen Oper Berlin nach Goethes gleichnamigen Roman und der Musik von Franz Schubert in einer Studio-Einrichtung für das Fernsehen der DDR mit der Choreografie und Inszenierung von Tom Schilling aus dem Jahr 1986.

## Produktion und Veröffentlichung
Das Libretto und die dramaturgische Einrichtung der Musik kamen von Bernd Köllinger. Die Gestaltung der Kostüme lag in den Händen von Eleonore Kleiber.
Franz Schuberts Musik:
- Fantasie für Violine und Klavier C-Dur, op. 159 aus
- Streichquintett C-Dur, op. 163
- Streichquartett a-Moll, op. 29
- Streichquartett d-Moll, D 810
- Fantasie für Klavier zu vier Händen f-Moll, op. 103

wurde gespielt von:
- Manfred Scherzer: Violine
- Jürgen Schröder: Klavier
- Ulf Däunert: 1. Violine
- Horst Meyer: 2. Violine
- Eberhard Wünsch: Viola
- Hans-Joachim Scheitzbach: Cello
- Heidrun Glocke: Cello
- Wolfram Krauß: Klavier
- Christoph Albrecht von Kamptz: Klavier

Die Premiere dieses Tanzdramas des Tanztheaters der Komischen Oper Berlin fand am 23. Mai 1983 statt.
Im Fernsehen der DDR wurde der Film, der in einer Studio-Einrichtung in Farbe aufgezeichnet wurde, das erste Mal am 5. April 1986 im 2. Programm gezeigt.

## Kritik
Im Neuen Deutschland schrieb Eberhard Rebling:

„Man muß es den Leitern des Tanztheaterensembles der Komischen Oper Berlin, dem Chefchoreographen Tom Schilling und dem Ballettdirektor und Librettisten Bernd Köllinger bei jeder Premiere von neuem bestätigen: Mit Konsequenz, Ideenreichtum und Risikobereitschalt setzen sie sich für die Verwirklichung der Ziele Walter Felsensteins ein, realistisches Musiktheater in den vielfältigsten Formen des Tanzes, vom klassischen und neuen abendfüllenden Ballett bis zu den Kleinformen des Kammertanzes zu produzieren.“